# Micropigmentare
Micropigmentarea sprâncenelor este o procedură de tatuaj semi-permanent în care se utilizează un stilou special pentru sprâncene și care imită aspectul firelor reale de sprâncene
Deși este un proces similar cu obținerea unui tatuaj, cerneala utilizată este mult mai puțin concentrată decât cea a unui tatuaj obișnuit și este formulată special pentru procesul de micropigmentare.